# Wentiomyces fimbriatus
Wentiomyces fimbriatus är en lavart som först beskrevs av Dearn. & House, och fick sitt nu gällande namn av M.E. Barr 1968. Wentiomyces fimbriatus ingår i släktet Wentiomyces och familjen Pseudoperisporiaceae.   Inga underarter finns listade i Catalogue of Life.
I den svenska databasen Dyntaxa används istället namnet Neocoleroa fimbriata för samma taxon.  Arten är reproducerande i Sverige.